# آوای وحش (فیلم ۱۹۳۵)
آوای وحش (انگلیسی: The Call of the Wild) یک فیلم ماجراجویی به کارگردانی ویلیام ولمن است که در سال ۱۹۳۵ منتشر شد.
این فیلم بر پایهٔ رمان آوای وحش اثرِ جک لندن ساخته شده‌است؛ هرچند همهٔ بخش‌های کتاب را شامل نمی‌شود و فقط یک خط داستانی را پی می‌گیرد. سگ سنت برنارد این فیلم را توسط کارل اسپیتز تربیت کرده بود.

## بازیگران
- کلارک گیبل
- لرتا یانگ
- جک اوکی
- کاترین دومیل
- رجینالد اوئن
- فرانک کانروی
- سیدنی تولر
- جیمز برک
- چارلز استیونس
- توماس جکسون
- هری وودز
- هرمن بینگ
- تئودور لورچ
- راس پاول
- باد آزبورن
- هَنک بل
- فرانک کامپائو

## حواشی تولید فیلم
هنگام ساخت این فیلم، کلارک گیبل (که در آن هنگام متأهل بود) و لرتا یونگ با یکدیگر روابط عاشقانه‌ای داشتند که منجر به حاملگی ناخواستهٔ لرتا یونگ گردید و حاصلش دختری به نام «جودی لوئیس» (۲۰۱۱–۱۹۳۵) بود.

## نگارخانه

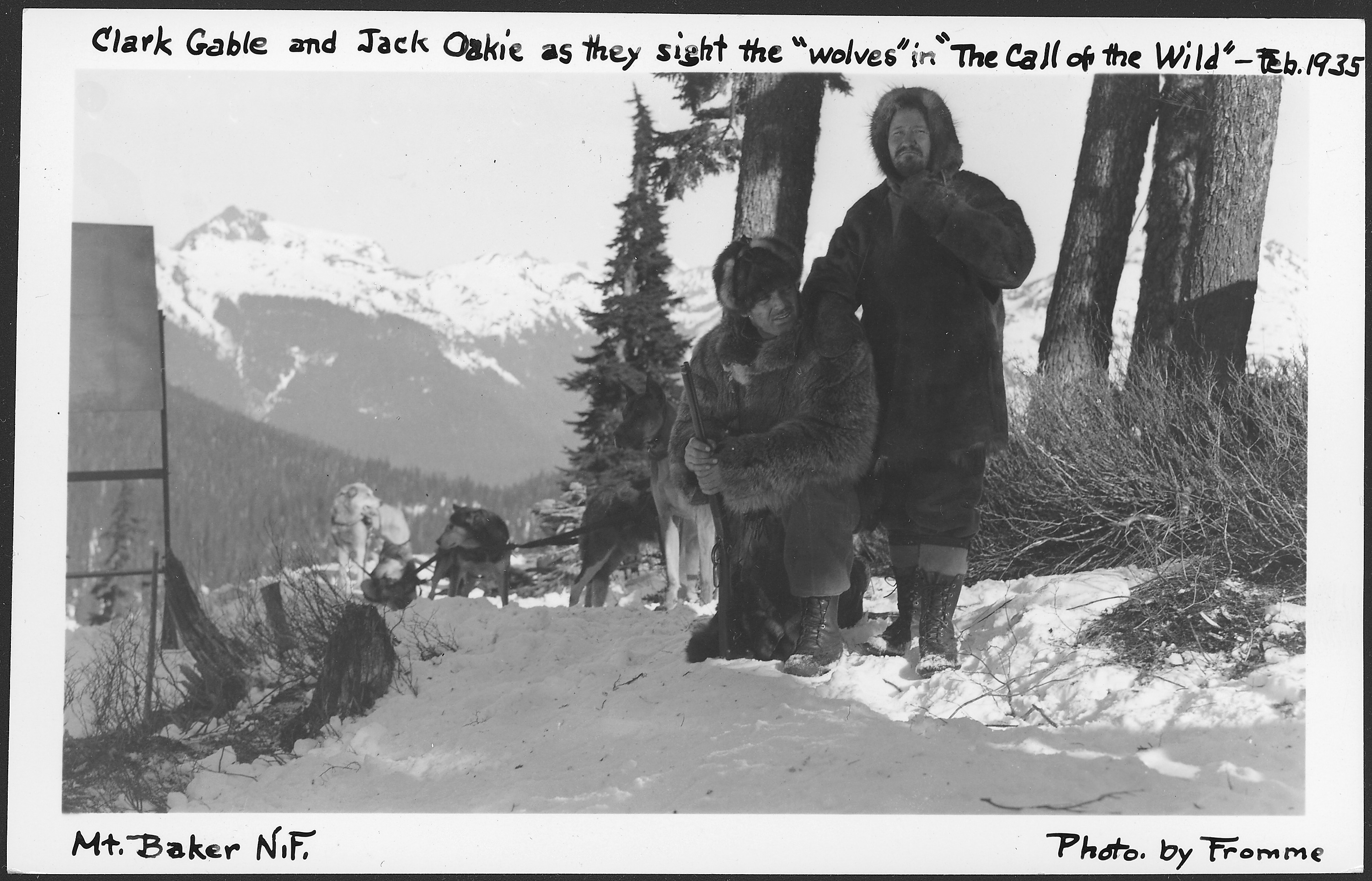
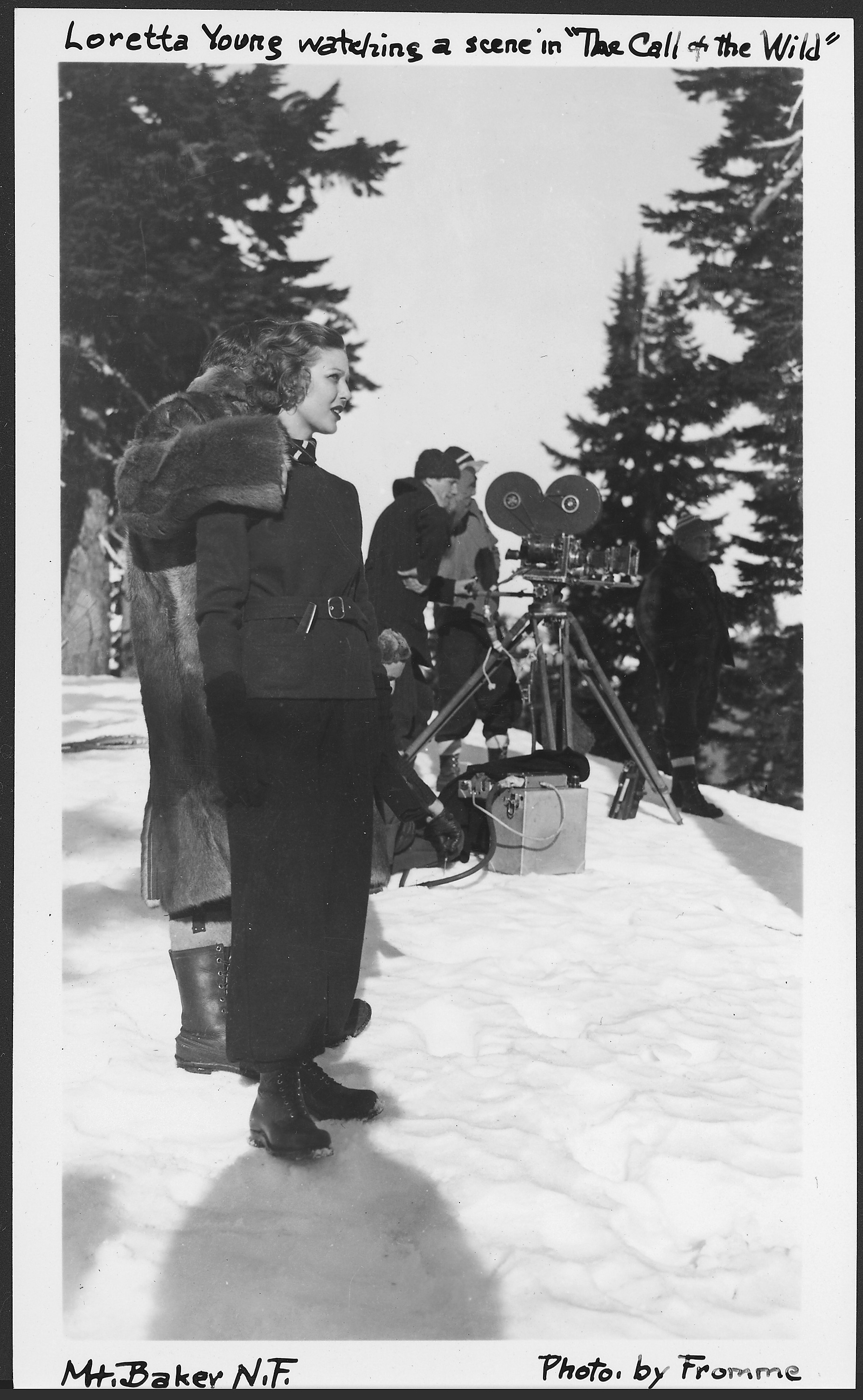